# Deux Ans de vacances
Cet article concerne le roman de Jules Verne. Pour le feuilleton télévisé, voir Deux Ans de vacances (mini-série).
Deux Ans de vacances est un roman de Jules Verne paru en 1888. 

## Historique
L'œuvre est d'abord publiée en feuilleton dans le Magasin d'éducation et de récréation du 1er janvier au 15 décembre 1888, avant d'être reprise en volume dès le 19 novembre de la même année chez Hetzel.

## Résumé
Quatorze garçons âgés de huit à quatorze ans, tous pensionnaires d'un collège de Nouvelle-Zélande nommé « Chairman », se retrouvent sur le Sloughi qui dérive et fait rapidement naufrage sur une île déserte du Pacifique. Peu à peu, en compagnie d'un jeune mousse, seul membre restant de l'équipage du navire, leur vie s'organise et s'améliore, mais des rivalités se font de plus en plus sentir dans la communauté des quinze rescapés. Une scission est sur le point d'avoir lieu quand des bandits abordent le rivage, obligeant les enfants à utiliser toute leur force de cohésion pour les affronter. Ceux-ci arrivent sur l'île le 10 mars 1860 et en repartent le 5 février 1862, d'où le titre de Deux Ans de vacances. Ils atteignent Auckland, en Nouvelle-Zélande, le 25 février 1862.
Jules Verne se lance dans l'écriture de ce roman car son projet est de « parfaire le cycle » des robinsonnades : « Il restait à montrer une troupe d'enfants de huit à treize ans, abandonnés dans une île, luttant pour la vie au milieu des passions entretenues par les différences de nationalité. ».

## Personnages

### Les jeunes naufragés du Sloughi
(Les âges donnés ici sont ceux des enfants au début du roman, en mars 1860)
- Briant, français, âgé de 13 ans et élu chef de la colonie lors de la deuxième année[4].
- Jacques, son frère, âgé de 10 ans
- Gordon, élu chef de la colonie lors de la première année, américain, âgé de 14 ans
- Doniphan, britannique, âgé de 13 ans
- Cross, britannique, cousin de Doniphan, âgé de 13 ans
- Baxter, britannique, âgé de 13 ans
- Webb, britannique, âgé de 12 ans et demi
- Wilcox, britannique, âgé de 12 ans et demi
- Garnett, britannique, âgé de 12 ans
- Service, britannique, âgé de 12 ans
- Jenkins, britannique, âgé de 9 ans
- Iverson, britannique, âgé de 9 ans
- Dole, britannique, âgé de 8 ans et demi
- Costar, britannique, âgé de 8 ans
- Moko, jeune Noir, mousse, âgé de 12 ans

### Les adultes
- Catherine Ready, dite « Kate », femme de confiance de la famille Penfield, survivante du naufrage du Severn, sauvée par Forbes
- Evans, master du Severn, survivant du naufrage
- Walston, chef des mutins du Severn
- Brandt, mutin
- Rock, mutin
- Henley, mutin, mort dans l'incendie du Severn
- Book, mutin
- Forbes, mutin, le seul à se racheter à la fin du roman
- Cope, mutin
- Pike, mutin
- François Baudoin, marin français naufragé plusieurs décennies précédemment, dont le squelette est retrouvé à quelques pas de la grotte où il vécut, baptisée par les jeunes pensionnaires French-Den, en souvenir de lui
- Tom Long, capitaine du Grafton, marchand

### Animal
- Phann, chien de chasse, appartenant à Gordon.

## L'île

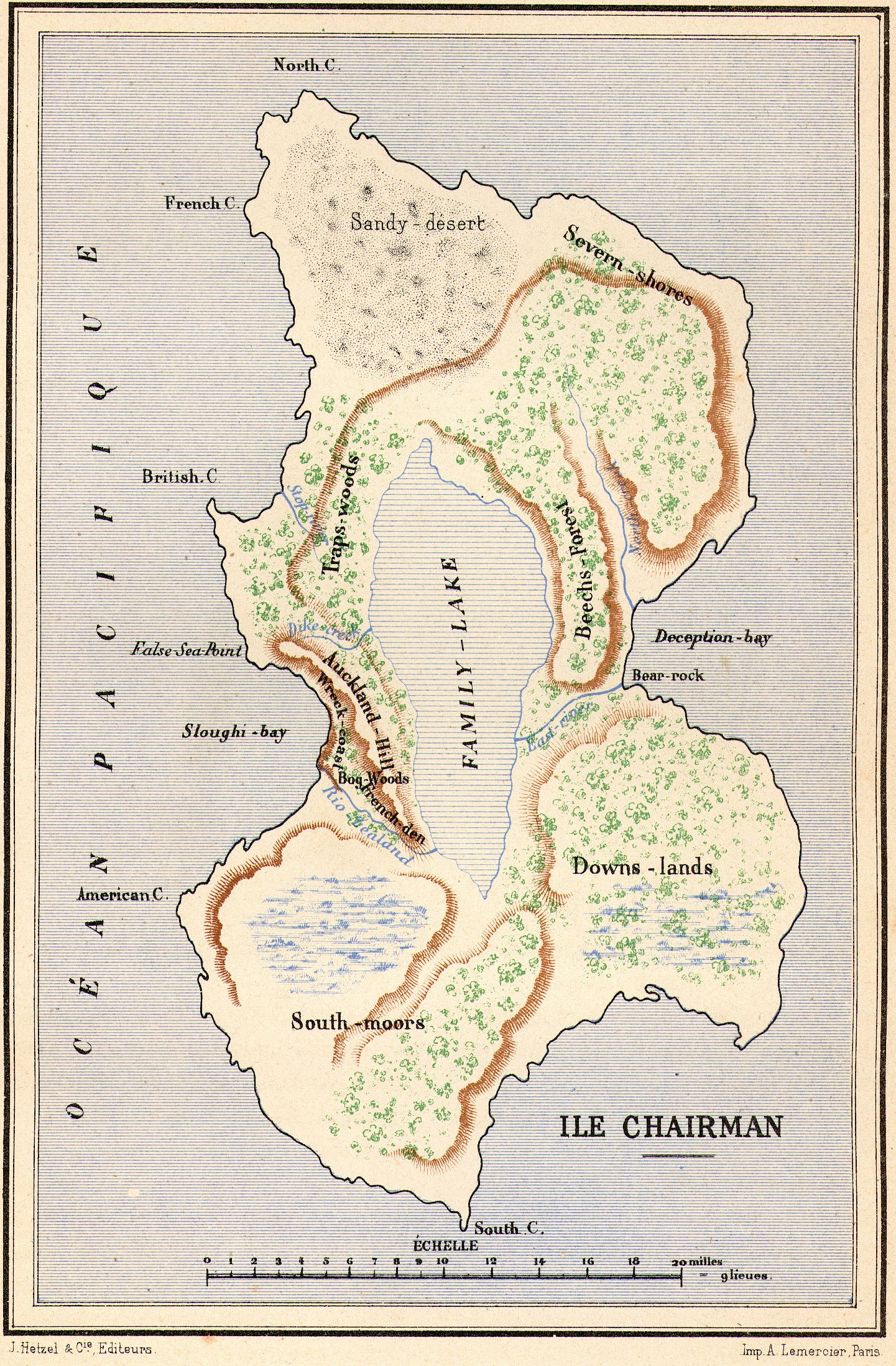
Carte de l’île Chairman.

Les jeunes naufragés avaient dénommé l'île « île Chairman » en souvenir de leur pensionnat. Cette île est connue sous le nom de l'île Hanovre. 

## Analyse
Le livre reprend des éléments types du « roman géographique ». La « véritable » île Hanovre est assez différente de l'île imaginée par Jules Verne. En particulier, dans la réalité, l'île Hanovre est beaucoup plus ramifiée que l'île Chairman et possède un relief bien plus marqué que dans la fiction. La biodiversité y est d'une grande richesse, quitte à ne pas être réaliste selon la localisation présumée de l'île, et est au service des héros du roman. 

## Jules Verne et Aristide Briand
Les rapports entre Verne et Briand ont longtemps occupé les critiques verniens. Pour mémoire, Aristide Briand est né à Nantes le 28 mars 1862. Il a donc 34 ans de différence avec Jules Verne, mais il est à peu près de l'âge de Michel Verne, né le 3 août 1861. 
Quand Marguerite Allotte de la Fuÿe publie la première biographie de Jules Verne en 1928, à l'occasion du centenaire de sa naissance, elle ne fait aucune allusion à Briand. Mais, en ce moment, on parle de Verne et un journaliste demande à l'homme politique : « Et vous, Monsieur Briand, aviez-vous connu Jules Verne, puisque vous êtes nantais ? » « Bien sûr », répond Briand qui, en effet, a pu rencontrer l'écrivain dans les rues de Nantes en 1878. Autre possibilité : Briand fait ses études au lycée de Nantes où il arrive le 15 février 1878. Michel Verne y est également pensionnaire. On pourrait supposer que Michel fait la connaissance d'Aristide et le présente à son père. Or, c'est le 4 février de cette année, que le fils Verne s'embarque sur l'Assomption sur ordre de l'écrivain. Donc les deux collégiens n'ont jamais pu se rencontrer.
La même année 1928, Alfred Aubert fait paraître sa biographie de Briand et rapporte les faits ainsi : 

« Il paraît que, pendant les trois années qu'il passa au lycée de Nantes, le jeune Briand avait, entre autres correspondants, un ami de sa famille, lequel était Jules Verne, le romancier, précurseur de tant de découvertes modernes. Cet homme charmant, qui devait devenir célèbre, avait deux passions : la Science et le Théâtre. Le dimanche, il allait au théâtre Graslin, à une heure de l'après-midi, assister à la matinée ; et il y retournait après le dîner, pour la soirée. Il emmenait volontiers avec lui son pupille qui connut ainsi nombre de pièces du répertoire.
Dans un de ses livres les moins connus, Deux Ans de vacances, Jules Verne raconte qu'une troupe d'écoliers australiens, partis en excursion sur un yacht, furent jetés par la tempête vers une côte déserte. Parmi eux se trouve un Français qui, grâce à son esprit de décision et à son art précoce de persuader, devient leur chef. Ce jeune garçon s'appelle Briant, par un « t », il est vrai, dit M. Daniélou, dans son Carnet d'un parlementaire ; mais, ajoute-t-il, « le romancier a pensé certainement, en créant ce personnage, au lycéen qu'il avait promené le dimanche, et dont il aimait les propos sensés et insouciants ». »

En 1932, Raymond Escholier, ancien chef de cabinet de Briand, publie, à la mort de ce dernier, un recueil de souvenirs. Relevons quelques extraits :

« Paul Dolffus […] qui fut […] un intime d'Aristide Briand, vient de lui consacrer tout un numéro dans Le Cri de Paris. À en croire Dollfus, Jules Verne, pour lequel Briand ne cessa de professer une vive admiration, non seulement aurait servi de correspondant à son jeune compatriote, mais encore il se serait intéressé à lui et aurait même tracé dans l'un de ses romans les moins connus, Deux Ans de vacances, le portrait du petit élève du lycée de Nantes, un portrait en quelque sorte prophétique. »

D'ailleurs, la suite est très significative : 

« Comment j'ai connu Jules Verne, que nous admirions tellement au lycée de Nantes ? Sans doute vers 1876 ou 1877… À ce moment, le marquis de Préaulx, un vieil Angevin, capricieux, fantasque, venait de se faire construire à Nantes un steam-yacht, tout ce qu'il y avait de plus luxueux… Puis il en avait eu vite assez et l'avait mis en vente. Jules Verne, de passage dans notre ville, le paya un bon prix pour l'époque : soixante mille francs… Puis il le baptisa le Saint-Michel III.
Un de mes camarades du lycée de Nantes le connaissait et m'emmena, un beau jour, sur ce bateau que commandait le père Ollive, de Trentemoult-lès-Nantes. Il y avait là tout un équipage : quatre matelots, quatre mécaniciens, un cuisinier… »

Escholier affirme que ces propos sont ceux d'Aristide Briand. Or, quatre années plus tôt, en 1928, Marguerite Allotte de la Fuÿe écrivait les mêmes mots. Escholier n'a eu qu'à recopier le texte de la biographe. Dans la suite, Escholier continue de piller le livre de M. de la Fuÿe.

Le dernier biographe de Briand, le journaliste Georges Suarez écrit un ouvrage en cinq volumes. Il surenchérit. Jean H. Guermonprez, qui deviendra président de la Société Jules Verne, analyse le livre à propos des passages concernant Jules Verne : 

« Dans Le Matin du 9 juillet 1938, le journaliste Georges Suarez publiait des extraits d'une vie de Briand dans laquelle il relatait les faits suivants. Alors qu'il était au lycée de Nantes, le jeune Briand avait comme condisciple un jeune créole qu'un vieux monsieur faisait sortir les jours de congé. C'était Jules Verne qui, à cette époque, venait d'acheter son troisième yacht […] Briand entra dans les bonnes grâces du "correspondant" de son ami et celui-ci fit profiter le jeune homme de ses libéralités hebdomadaires. Il était simple et nourrissait une grande passion pour le théâtre. Si trois représentations avaient lieu dans la même journée, il n'en manquait aucune; au besoin il emportait son repas et celui de ses compagnons dans un panier […] Chez lui Jules Verne avait un grand tableau noir où il résolvait à la craie les possibilités scientifiques de ses récits. »

 

Marcel Moré, sans avoir tous les éléments en main, s'est laissé abuser par les déclarations des biographes de Briand. Aucun de ceux de Jules Verne ne fait mention d'Aristide Briand, même pas Marguerite Allotte de la Fuÿe ou Jean-Jules Verne, qui, proches de la famille, pouvaient avoir des souvenirs déterminants. La « volumineuse correspondance », suggérée par Moré, se réduit à néant, puisque aucune lettre de Verne ou de Briand, à ce sujet-là, n'a été retrouvée. Marc Soriano cite dans son ouvrage une lettre de l'écrivain à son éditeur qui pourrait être la première preuve réelle de leurs relations : 

« Je suis à Nantes, à la campagne, où j'ai emmené Briant (sic) pour quelques jours. Je lui ai rendu le calme dans ce milieu d'une famille aussi unie que nombreuse, et la famille, il ne l'a jamais connue jusqu'ici. »

Après examen attentif de ladite lettre, Marcel Destombes a découvert une erreur compréhensible. Jules Verne a simplement écrit : « Je suis à Nantes, à la campagne, où j'ai emmené Michel pour quelques jours. » Jean-Michel Margot a publié le fac-similé de la lettre. Verne ne pouvait promener le jeune Briand dans les rues de Nantes à cette époque, puisque ce dernier n'entre au lycée de la ville qu'au mois de février de l'année suivante.
En cinquante ans, le souvenir d'Aristide Briand s'est modifié et s'est amplifié sous la plume de ses biographes. Le dernier, Suarez, parlant du « grand tableau noir » où Verne faisait des équations, achève de rendre cette rencontre légendaire. Pour finir, il faut citer le témoignage du neveu de Jules Verne, Maxime Guillon-Verne, qui répond à Jean Guermonprez, le 10 août 1938 :

« Après son départ de Nantes à vingt ans, jamais Jules Verne n'est venu habiter cette ville qu'il n'aimait guère, et n'était la grande affection pour sa famille, il n'y aurait jamais remis les pieds… Eh bien, je n'ai jamais entendu parler du moindre lycéen qui aurait eu à peu près nos âges… Et d'ailleurs, les vacances finies, Jules et Honorine filaient à Paris ou à Amiens et n'en bougeaient plus… J'avais dans les 9 à 12 ans et passais mon temps avec mon cousin Marcel Verne, et je n'ai jamais vu même chez les Paul Verne le moindre collégien. Il serait bien étonnant que l'on ne l'ait pas joint à nous les jours de sortie, jeudis ou dimanches… Donc, fable qui a pris naissance on ne sait où. Voici la confirmation des contemporains de Jules Verne, une tante de 89 ans, un oncle de 94, qui tous deux m'ont dit n'avoir jamais entendu parler d'un Jules Verne « correspondant ». Au surplus je le connais assez pour savoir qu'il n'aurait jamais accepté une telle corvée, ayant horreur des enfants… »

## Adaptations
Anime
- Sonny Boy, anime du studio Madhouse, réalisé par Shingo Natsume et paru en 2021[16].
- Nadia, le secret de l'eau bleue, anime de Hideaki Anno et Shinji Higuchi en 1990 (avec d'autres histoires de Jules Verne)
- Mujin wakusei Survive, anime de Yuichiro Yano en 2003 (adaptation futuriste)
- Juugô shônen hyôryûki, anime édité en France dans les années 1980 aux éditions Vidéos Junior (Jacques Canestrier)

Bande dessinée
- Deux Ans de vacances, bande dessinée de Hamo, Brrémaud et Philippe Chanoinat en 2018
- Deux Ans de vacances, manga de Jirō Ōtani en 2017

Film
- Le Dirigeable volé, film réalisé par Karel Zeman en 1966

Série télévisée
- Deux Ans de vacances, feuilleton télévisé franco-germano-roumain réalisé par Gilles Grangier en 1974

## Sources
Cet article est tiré  en grande partie de l'article d'Olivier Dumas, « Si Verne et Briand m'étaient contés », Bulletin de la Société Jules Verne n°55, 3e trimestre 1980.